# 2n Exèrcit (Regne Unit)

Insígnia durant la I Guerra Mundial

El Segon Exèrcit britànic va ser un exèrcit de camp actiu durant la Primerai la Segona Guerra Mundial. Durant la Primera Guerra Mundial l'exèrcit va estar actiu al front occidental durant tota la guerra i més tard va ser actiu a Itàlia. Durant la Segona guerra mundial, l'exèrcit va ser la principal contribució britànica al desembarcament de Normandia el 6 de juny de 1944 i el posterior  avenç per tot Europa.

## Primera Guerra Mundial
El Segon Exèrcit formava part de l'Exèrcit Britànic format el 26 de desembre de 1914, quan la Força Expedicionària Britànica es va dividir en dos a causa de fer-se massa gran per controlar les seves formacions subordinades. L'exèrcit controlava tant el III Cos com el IV Cos. El Segon Exèrcit va passar la major part de la guerra posicionada al voltant del sortint d'Ypres, però va ser reubicat a Itàlia com a part de la Força Expedicionària italiana entre novembre de 1917 i març de 1918.
El 1919 es va reconstituir com a Exèrcit Britànic del Rin.

### Comandants
- 1914–1915 - General Sir Horace Smith-Dorrien
- 1915–1917 - General Sir Herbert Plumer
- 1917–1918 - General Sir Henry Rawlinson
- 1918 - General Sir Herbert Plumer

## Segona Guerra Mundial

### França, 1944
La formació era comandada pel tinent general Miles Dempseyi servia sota el 21è Grup d'Exèrcits. Dues de les seves formacions, el I Cos (que també contenia unitats canadenques) i el XXX Cos, van participar en els desembarcaments del Dia D de l'Operació Overlord, i les seves unitats restants van arribar a terra durant la resta de la campanya de Normandia. El tercer cos que va desembarcar, el VIII Cos, va entrar al front a finals de juny per afegir el seu pes a l'assalt; en particular pel llançament de l'operació Epsom. L'objectiu principal britànic durant les primeres etapes de la campanya era capturar la ciutat francesa de Caen, l'anomenada batalla de Caen. No obstant això, a causa de diversos factors, la ciutat no va ser capturada fins a mitjans de juliol durant l'operació Atlàntic, dirigida per tropes canadiennes sota el comandament del Segon Exèrcit.
A finals de juliol, les forces nord-americanes havien aconseguit sortir de Normandia. Quan van girar cap a l'est, el Setè Exèrcit alemany va ser colpejat pel Segon Exèrcit i va quedar atrapat a les bosses al voltant de Falaise. La formació alemanya va ser posteriorment aniquilada durant la batalla de la bossa de Falaise. El Segon Exèrcit va iniciar llavors un avanç en paral·lel amb els nord-americans a la seva dreta, i els canadencs a la seva esquerra. Durant la interinitat, el I Corps va ser transferit del control del Segon Exèrcit i assignat al Primer Exèrcit canadenc. A causa de les greus baixes que va sofrir l'exèrcit durant la campanya de Normandia, la 59a Divisió d'Infanteria (Staffordshire) es va dissoldre l'agost de 1944 per compensar el dèficit d'infanteria.

### Bèlgica i Països Baixos
El segon exèrcit va entrar ràpidament a Bèlgica i va netejar bona part del país. Entre les seves captures incloïen la capital Brussel·les i la ciutat portuària d'Anvers.
L'operació més destacada del Segon exèrcit del 1944, a part de l'operació Overlord, va ser proporcionar la força principal per a l'operació Market Garden. Durant l'operació, tropes aerotransportades americanes (les divisions 82 i 101), britàniques (1a) i poloneses (1a Brigada de paracaigudistes polonesa), fora del control del Segon Exèrcit, van ser llançaddes per capturar ponts vitals sobre diversos rius a l'est dels Països Baixos, a per tal de permetre al XXX Cos del Segon Exèrcit creuar el Rin i avançar cap a Alemanya, rellevant les tropes paracaigudistes en ruta. No obstant això, el XXX Cos va haver de travessar va provocar enormes dificultats logístiques i, juntament amb els contraatacs alemanys, l'operació va fracassar i va provocar la pèrdua de bona part de la 1a Divisió Aerotransportada durant la batalla d'Arnhem.
El Segon Exèrcit va passar la resta del 1944 explotant el sortint del front alemany que s'havia creat durant l'operació Market Garden, per avançar pels rius Rin i Mosa als Països Baixos. La part final d'aquest avenç es va produir a mitjans de gener de 1945, amb la supressió del triangle de Roermond (nom en clau operació Blackcock) per part dels cossos XII i VIII. Això va permetre la finalització de l'avanç al riu Rur.
Durant el febrer de 1945, el Segon Exèrcit va entrar en fase de celebració. Mentre s'abocava a les forces alemanyes que s'enfrontaven a ell, el Primer Exèrcit canadenc i el Novè Exèrcit dels Estats Units van fer un moviment de pinça des del nord i el sud (operacions Veritable i Grenade) que va perforar la línia Sigfrid en aquesta zona i va netejar les forces alemanyes restants a l'oest del Rin. conjuntament amb altres ofensives americanes al sud de Renània.

### Alemanya, 1945
El Segon Exèrcit va creuar el Rin el 23 de març en un atac amb el nom d'operació Plunder. Després va dirigir-se a la plana nord-alemanya cap a Osnabrück, amb el Primer Exèrcit canadenc al seu volant esquerre per netejar el nord dels Països Baixos i la zona de la Baixa Saxònia a l'oest d'Oldenburg. El Novè Exèrcit dels Estats Units a la seva dreta va girar cap al sud-est cap a Lippstadt per atrapar el Grup d'Exèrcits B alemany , del mariscal Walther Model, en una enorme bossa al Ruhr. Amb el grup de l'exèrcit B atrapat, s'havia neutralitzat la darrera formació alemanya important a l'oest.
El segon exèrcit va arribar al Weser el 4 d'abril, a l'Elba el 19 d'abril, a la costa del mar Bàltic a Lübeck, el 2 de maig. El 3 de maig, Hamburg va capitular. El 7 de maig, l'exèrcit soviètic s'havia trobat amb les forces britàniques. Poc després, la segona guerra mundial a Europa es va acabar amb la rendició del govern de Karl Dönitz, que havia succeït a Adolf Hitler després del seu suïcidi.

## Comandants
- juliol de 1943 - gener de 1944 - tinent general Kenneth Anderson[3]
- gener de 1944 - agost de 1945 - tinent general Miles Dempsey[3]

## Ordre de batalla

### Operació Overlord
- I Cos
- VIII Cos
- XII Cos
- XXX Cos

### Operació Market Garden
- VIII Cos
- XII Cos
- XXX Cos